# 李延年 (1906年)
丹斯里李延年（1906年12月8日—1983年3月7日），马来西亚企业家、慈善家及社团领袖。他也是《南洋商报》董事主席。从1970年代中期到1980年代初期，李延年是马来西亚华人社会最有代表性的华团领袖。

## 早年生平
1906年12月8日，李延年生于中国福建省永春县。他的父亲李宜守因曾担任福建德化县县丞而在当地很有声誉。

## 职业
1982年6月，他因健康关系辞去十个社团与学 校的会长、主席，只保留同善医院主席一职。

## 慈善
李延年捐献医药教育机构以数百万元计，包括拉曼学院一百万元、国家防癌中心一百万元、同善医院七十余万元、吉隆坡中华独中廿万元、马来西亚永春联合会奖贷学金十五万元、雪兰莪中华大会堂一九八一年第一屆文化节十 万元、吉隆坡黎明小学廿五万元、麻坡中化中学礼堂建筑费五万元。

## 逝世
1983年3月7日，李延年病逝，享年77岁。最高元首伉俪致电其家属表示慰问和哀悼。首相马哈迪·莫哈末及夫人茜蒂哈斯玛以及中国驻马来西亚大使馆等送花圈致哀。

## 轶事
1960年，以他名字命名、高达十二层的李延年大厦在吉隆坡市内高耸人云，是当时吉隆坡最高的建筑物。